# San Miguel de Pallaques
San Miguel de Pallaques é uma cidade do Peru, situada na região de Cajamarca. Capital da província de San Miguel, sua população em 2017 foi estimada em 3.989 habitantes.